# Dunmore East
Dunmore East (in irlandese: An Dún Mór Thoir) è una cittadina nella contea di Waterford, in Irlanda.